# Entoloma clypeatum
Entoloma clypeatum (L.) P. Kumm. è un fungo commestibile appartenente al genere Entoloma.

## Descrizione della specie
Clypeatum: scudo, per la formaumbonata del cappello.
Cappello: abbastanza carnoso, da giovane campanulato poi piano e umbonato, liscio, igrofano; bruno fuligginoso; margine rivoluto e sinuoso.
Lamelle poco fitte, larghe di color bianco poi rosate.
Gambo lungo 8 cm. e largo 2
Carne brunastra; sapore gradevole; odore di farina fresca.
Spore rosee.
Commestibilità: ottimo